# Мыкалгабырта
Мыка́лгабырта (осет. Мыкалыгабыртæ, от «[архангелы] Михаил и Гавриил») — дзуар в осетинской традиционной религии, одно из трёх, вместе с Рекомом и Таранджелоз, осетинских святилищ.

## Мифология
К Мыгалгабырта обращались с просьбой послать богатый урожай хлебов, увеличить стада и избавить людей от бед и болезней. Культ почитания Мыкалгабырта был широко распространен в Алагирском и Мамисонском ущельях и согласно осетинскому календарю праздник, посвящённый Мыкалгабырта, отмечался четыре раза в году. Основной праздник отмечался в мае двухнедельными гуляниями в Касарском ущелье, на месте, куда согласно нартскому эпосу, упала одна из трёх слез Бога, пролитая по поводу гибели нарта Батрадза.

«И как бы знаменуя собою переход от одной цивилизации к другой, первые „храмы“ Осетии появляются только после смерти Нарта Батрадза, погубленного зэдами и дуагами по повелению опечаленного бога. Эти крупные святилища — Реком, Мыкалгабырта и Таранджелос якобы произошли от трёх слезинок, которые бог пролил над Батрадзом» 

## Источник
- Дзадзиев А. Б., Дзуцев Х. В., Караев С. М. Этнография и мифология осетин / Краткий словарь, Владикавказ, 1994, стр. 100, ISBN 5-7534-0537-1
- Ж. Дюмезиль, Осетинский эпос и мифология, Владикавказ, изд. Наука, 2001.